# Sergei Anatoljewitsch Fedorowzew
Sergei Anatoljewitsch Fedorowzew (russisch Сергей Анатольевич Федоровцев; * 31. Januar 1980 in Rostow am Don) ist ein russischer Ruderer. Er gewann zusammen mit Igor Krawzow, Alexei Swirin und Nikolai Spinjow 2004 die olympische Goldmedaille im Doppelvierer, die erste und bislang einzige Goldmedaille für russische Ruderer seit dem Zerfall der Sowjetunion. 

## Karriere
Fedorowzew gewann bei den Junioren-Weltmeisterschaften 1998 die Silbermedaille im Doppelvierer. Vier Jahre später nahm Fedorowzew erstmals an Weltmeisterschaften im Erwachsenenbereich teil: Bei den Weltmeisterschaften 2002 saß er im Doppelvierer, der den fünften Platz belegte, eine Platzierung die der Vierer auch 2003 erreichte. Bei den Olympischen Spielen 2004 in Athen belegte der russische Vierer im Vorlauf den zweiten Platz hinter den Polen, im ersten Halbfinale siegten die Polen vor dem deutschen Boot, im zweiten Halbfinale siegten die Tschechen vor den Russen. Im Finale gewannen die Russen knapp vor den Tschechen, die Ukrainer erreichten den dritten Platz knapp vor den Polen. Bei den Weltmeisterschaften 2005 traten die Russen mit der gleichen Besetzung wie beim Olympiasieg an und belegten den achten Platz. Im Jahr darauf folgte der 6. Platz. Bei seiner zweiten Olympiateilnahme 2008 in Peking belegte Fedorowzew mit dem Doppelvierer den siebten Platz.
Bei den Europameisterschaften 2008 trat Fedorowzew im Einer an und erreichte den vierten Platz. Auch im Weltcup 2009 begann er im Einer, wechselte aber für die Weltmeisterschaften zurück in den Doppelvierer, der den neunten Platz belegte. 2010 erreichte Fedorowzew mit dem russischen Doppelvierer den fünften Platz bei den Europameisterschaften und den sechsten Platz bei den Weltmeisterschaften. Nach einem fünften Platz bei den Weltmeisterschaften 2011 siegte der russische Doppelvierer bei den Europameisterschaften 2011. 2012 folgte auf einen achten Platz bei den Olympischen Spielen der vierte Platz bei den Europameisterschaften 2012. Während der russische Doppelvierer bei den Weltmeisterschaften 2013 und 2014 nicht das A-Finale erreichte, belegte das Boot bei den Europameisterschaften 2014 den vierten Platz. 2015 gewann Fedorowzew mit dem russischen Doppelvierer den Titel bei den Europameisterschaften in Posen, 2016 erhielt das Boot die Bronzemedaille.
Bei einer Trainingskontrolle durch die russische Antidoping-Agentur am 17. Mai 2016 wurde Fedorowzew positiv auf das verbotene Mittel Trimetazidine getestet. Nach der Öffnung der B-Probe am 30. Juni 2016 wurden alle Resultate Fedorowzews rückwirkend bis zum Tag der Kontrolle gestrichen, darunter auch die Qualifikation des russischen Doppelvierers für die Olympischen Sommerspiele 2016 in Rio de Janeiro. Bei der Qualifikationsregatta in Luzern hatte die russische Auswahl um Schlagmann Fedorowzew am 24. Mai 2016 den ersten Platz vor den ebenfalls qualifizierten Kanadiern belegt, für die Olympischen Spiele rückte mit Wirkung vom 30. Juni die bei der Qualifikationsregatta drittplatzierte Mannschaft aus Neuseeland nach.